# 加尔达湖畔普埃尼亚戈
加尔达湖畔普埃尼亚戈（義大利語：Puegnago sul Garda），是意大利布雷西亚省的一个市镇。总面积10平方公里，人口3230人，人口密度323.0人/平方公里（2009年）。国家统计（ISTAT）代码为017158。